# María Celeste (telenovela)
María Celeste es una telenovela venezolana producida por Venevisión en el año 1994. 
Protagonizada por Sonya Smith y Miguel de León, y con la participación antagónica de Fedra López y Adolfo Cubas.

## Argumento
María Celeste era una joven dulce y alegre que ha sido criada por Martirio Paniagua, una mujer pobre pero honrada. María Celeste está convencida de que Martirio es su madre, pero se equivoca; ella es, en realidad, hija de una joven millonaria que fue desheredada en los años setenta por casarse con un músico “rockero”. Cuando sus padres murieron trágicamente, la pequeña María Celeste quedó en manos de Martirio, una gran amiga de su madre, quien la inscribió como propia y la crio a la par de su verdadera hija, Irania en Bogotá, Colombia.
Obligada a buscar trabajo para ayudar en la casa, María Celeste llega por casualidad al Consorcio Hidalgo, sin saber que esa importante empresa pertenece a su abuelo materno, Don Patricio Hidalgo...y sin imaginarse siquiera que Don Patricio lleva un largo tiempo tratando de encontrar a su única nieta, la que perdió, junto a su hija, a causa de su intransigencia. 
El destino ha decidido que María Celeste regrese a su verdadera familia y que, además, encuentre el amor de su vida en Santiago Azpurua, su jefe en el Consorcio Hidalgo y ahijado de Don Patricio. Sin embargo, nada será fácil para la bella María Celeste. Al descubrir la verdadera identidad de María Celeste, Irania, su hermana adoptiva, pondrá en práctica un malvado plan para convencer a todos de que es ella la heredera de la fortuna Hidalgo, y en su maquiavélico juego logrará robarle a María Celeste hasta el amor de Santiago. 
Desde ese momento, un torbellino de mentiras e intrigas envuelve a María Celeste, llevándola hasta la desesperación y la venganza....pero al final, el amor y la justicia triunfan, y María Celeste por fin puede disfrutar del lugar que le corresponde en la vida, y vivir la felicidad junto a Santiago.

## Elenco
Protagonistas
- Sonya Smith como María Celeste Romano Hidalgo Paniagua
- Miguel de León como Santiago Azpurúa

Antagonistas
- Fedra López como Irania Paniagua
- Adolfo Cubas como Horacio

Y el primer galán
- Aroldo Betancourt como Manaure

El primer actor invitado
- Rafael Briceño como Patricio Hidalgo

El galán
- Ernesto Balzi como Tiberio

El primer actor
- Orángel Delfín como Rodolfo
- Mauricio González como Cupertino

Y
- Carolina Mota como Jimena

Las primeras actrices
- Belén Díaz como Martirio Paniagua
- Angélica Arenas como Consuelo
- Ileana Jacket como Herminia Azpurúa
- Aidita Artigas como Sarita

y
- Cristina Obin como Octavia

Actuaciones especiales de
- Sandra Juhasz como Mariú "La Moña-moña"
- Gaspar González como Manuel
- José Ángel Urdaneta como Samario
- Freddy Romero como Isaías
- Diego Acuña como Valladares

Actuaciones estelares
- Patricia Oliveros como Carolina
- Yamandú Acevedo como doctor Andrés
- Delia López como Amelia
- Luis Malavé como Casto
- Mónica Rubio como Violeta
- Luis Rivas como Don Nino
- Gabriela Spanic como Celina Hidalgo
- Eduardo Luna como César Augusto
- Lotario como Guanabacoa
- Miguel David Díaz como "El pana Larry"
- Gabriel Muratti como Chuito
- Gerónimo Gómez como Malote
- Lucy Orta como Deciopelo

y
- Carolina López como Julia Irazábal

Las niñas
- Kenya Urbina
- Pierángela Napoli

También Actúan
- Rubén Coll
- Carmelo Lapira
- César García
- María E. Barrios
- Franca Arico
- Daniris Salero
- Adela Cisneros
- Gil Vargas
- Adelina Morales
- Anabelle Petit
- Mariela Palencia
- Aurora Vizcaíno
- Heliberto Cuadros
- Esperanza Acosta
- Silvestre Chávez
- Lesby Mendoza
- Kira Melo
- Luis Pérez Pons
- Gladys Ramírez
- Amelia González
- Saúl Figueroa
- Jaqueline Velozo
- Segundo A. Ruíz
- Milka Duno
- Janette Esquerua
- Mary Forti
- Yenny Branco
- Jenny Blanco

## Producción
- Historia Original de - Olga Ruilópez
- Libretos -  Valentina Parraga Yoyiana Ahumada, Luis Zelkowickz, Gabriela Domínguez
- Ambientación - Ramón Anselmi
- Edición y montaje - Orlando Manzo
- Musicalización - Adolfo Bruzzo
- Arreglos musicales - Isaías Urbina
- Equipo de producción -  Yasmín Rodríguez, Willian Sánchez, Domingo Sivira, María Elena de Vita, Anaís Sánchez
- Producción de exteriores - Milvia Pérez
- Dirección de exteriores - Arturo Páez
- Producción ejecutiva - Tahiri Díaz Acosta
- Dirección de producción - Arquímedes Rivero
- Dirección general - Rafael Gómez

## Emisión internacional
En Chile fue emitida por Chilevisión, desde noviembre de 1994.